# أوتش حصار
أوتش حصار هي قرية في مقاطعة تكاب، إيران. يقدر عدد سكانها بـ 0 نسمة بحسب إحصاء 2016.